# Omar Bongo
El Hadj Omar Bongo Ondimba (tidligere navn: Albert-Bernard Bongo, 30. december 1935 – 8. juni 2009) var en politiker fra Gabon, der var præsident i Gabon fra 1967 til sin død.
Han blev valgt til vicepræsident i marts 1967 og overtog den siddende præsident, da denne døde d. 28. november 1967. Han afskaffede etpartistaten i Gabon, men på grund af omfattende korruption er indbyggernes mulighed for at udøve demokrati stærkt reduceret. Han gav efter for folkets ønsker og afholdt frie valg i 1993 og 1998, hvor han fik 51,2% og 66,6% af stemmerne.
| Efterfulgte: Léon M'ba | Gabons præsidenter 1967-2009 | Efterfulgtes af: Rose Francine Rogombé |

1. ↑  Navnet er anført på svensk og stammer fra Wikidata hvor navnet endnu ikke findes på dansk.